# Châteauneuf-lès-Moustiers
Pour les articles homonymes, voir Châteauneuf.
Châteauneuf-lès-Moustiers est une ancienne commune française, aujourd'hui commune associée de La Palud-sur-Verdon, située dans le département des Alpes-de-Haute-Provence en région Provence-Alpes-Côte d'Azur.

## Géographie
La commune avait une superficie de 36,33 km2. La localité se trouve dans le massif du Montdenier.

## Histoire
Par arrêté préfectoral du 1er février 1974, la commune de Châteauneuf-lès-Moustiers est rattachée le 1er mars 1974 à la commune de La Palud-sur-Verdon sous la forme de fusion-association pour former la commune de La Palud-sur-Verdon.
Le village est actuellement laissé à l'abandon.

## Administration
| Période | Période  | Identité        | Étiquette | Qualité                                            |
| ------- | -------- | --------------- | --------- | -------------------------------------------------- |
| 1974    | En cours | Armand Ferrando | PCF       | Berger Conseiller municipal de La Palud-sur-Verdon |

## Démographie
| 1315    | 1471   | 1793 | 1800 | 1806 | 1821 | 1831 | 1836 | 1841 |
| ------- | ------ | ---- | ---- | ---- | ---- | ---- | ---- | ---- |
| 50 feux | 3 feux | 496  | 462  | 492  | 530  | 584  | 576  | 525  |

| 1846 | 1851 | 1856 | 1861 | 1866 | 1872 | 1876 | 1881 | 1886 |
| ---- | ---- | ---- | ---- | ---- | ---- | ---- | ---- | ---- |
| 512  | 510  | 475  | 465  | 443  | 388  | 372  | 364  | 347  |

| 1891 | 1896 | 1901 | 1906 | 1911 | 1921 | 1926 | 1931 | 1936 |
| ---- | ---- | ---- | ---- | ---- | ---- | ---- | ---- | ---- |
| 335  | 302  | 275  | 222  | 200  | 133  | 131  | 126  | 111  |

| 1946 | 1954 | 1962 | 1968 | 1990 | 1999 | 2007 | 2008 | 2012 |
| ---- | ---- | ---- | ---- | ---- | ---- | ---- | ---- | ---- |
| 93   | 53   | 52   | 31   | 18   | 41   | 43   | 43   | 53   |

| 2013 | 2020 | - | - | - | - | - | - | - |
| ---- | ---- | - | - | - | - | - | - | - |
| 54   | 56   | - | - | - | - | - | - | - |

## Dans la fiction
- Axel Graisely, La Malédiction d'avril, Un Autre Regard, 2011 (roman sur le village)  (ISBN 979-10-90296-09-1)